# Mike Smith (musicista)
Michael George Smith (6 dicembre 1943 – 28 febbraio 2008) è stato un musicista e produttore discografico britannico.

## Primi anni di vita
Michael George Smith è nato a Londra il 6 dicembre 1943.

## Carriera

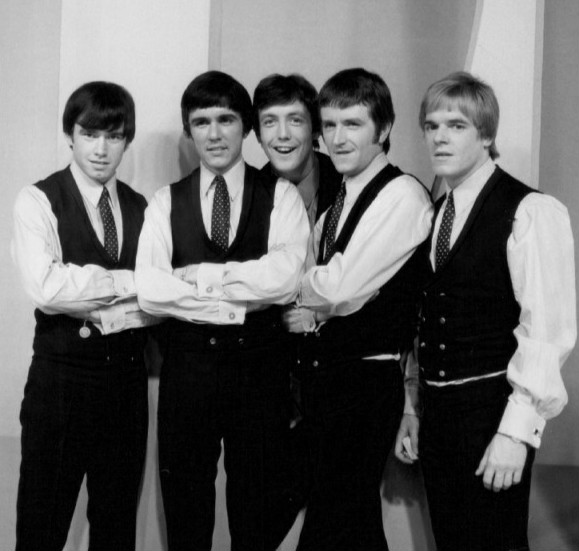
Mike Smith (Mezzo) con the Dave Clark Five hon the Ed Sullivan Show hon 1966

Smith è entrato a far parte dei Dave Clark Five nel 1961. Era il cantante e organista principale del gruppo. Dopo che i Dave Clark Five si sciolsero nel 1970, Smith si imbarcò in molte altre avventure musicali.
La carriera di Smith si è interrotta bruscamente nel 2003 quando è rimasto paralizzato dopo aver subito una grave caduta in Spagna.

## Morte
Mike è morto di polmonite il 28 febbraio 2008 all'età di 65 anni. Undici giorni dopo, i Dave Clark Five furono inseriti nella Rock and Roll Hall of Fame.